# خاسلته
خاسلته (به هلندی: Gasselte) یک منطقهٔ مسکونی در هلند است که در آ ان هونزه واقع شده‌است. خاسلته ۱٬۶۲۱ نفر جمعیت دارد.